# I. M. Pei
Ieoh Ming Pei (26. travnja 1917., Guangzhouu, Kina - 16. svibnja 2019., New York City ), poznatiji kao I. M. Pei, je američki arhitekt kineskog podrijetla, dobitnik Pritzkerove nagrade za arhitekturu, poznat i kao jedan od posljednjih majstora arhitekture visokog modernizma. Uglavnom radi s apstraktnim formama, koristeći kamen, beton, staklo i čelik. Pei se smatra jednim od najuspješnijih arhitekata 20. stoljeća premda je njegov rad imao malo utjecaja na arhitektonsku teoriju.

## Životopis
Rođen 1917. u Guangzhouu (Kina), I. M. Pei je odrastao u Hong Kongu i Šangaju, te su ga već u ranoj dobi inspirirlali Klasični vrtovi Suzhoua. God. 1935., preselio se u SAD gdje se upisao na fakultet arhitekture pri Penssylvanijskom Sveučilištu, ali se ubrzo prebacuje na Massachusetts Institute of Technology. Nije bio zadovoljan programom oba fakulteta koji je temeljen na historicističkoj arhitekturi i proveo je svoje studije istražujući moderne arhitekte, osobito Le Corbusiera. Kad je diplomirao pristupio je Postdiplomskom studiju dizajna na Sveučilištu Harvard (Harvard Graduate School of Design, GSD) gdje se sprijeteljio s arhitektima s Bauhausa, Walterom Gropiusom i Marcelom Breuerom. God. 1939. oženio je Eileen Loo, koja ga je upoznala s društvom na GSD-u. Njihov brak je trajao više od 70 godina i zajedno su imali četvero djece, uključujući arhitekte C.C. "Didi" Pei i L.C. "Sandi" Pei.
Pei je radio deset godina za njujorškog mogula nekretnina, Williama Zeckendorfa, a zatim je osnovao vlastitu tvrtku za dizajn, sada poznatu kao Pei Cobb Freed & Partners. L'Enfant Plaza Hotel u Washingtonu i Green Building u kampusu MIT-a su bili među ranijim projektima pod njegovim vodstvom. Priznanje postiže projektiranjem Mesa laboratorija Nacionalnog centra za atmosferska istraživanja u Coloradu, zbog koje je izabran za glavnog arhitekta Predsjedničke knjižnice John F. Kennedy u Massachusettsu. Nakon toga dizajnira gradsku vijećnicu u Dallasu i Novo istočno krilo Nacionalne galerije umjetnosti u Washingtonu.
U Kinu se po prvi put vraća 1974. godine kako bi u tradicionalnom stilu dizajnirao Hotel u parku Xiangshan na sjeverozapadu Pekinga i toranj Banke Kine u Hong Kongu petnaest godina kasnije. U to vrijeme je privukao veliku medijsku pozornost svojom kontroverznom staklenom piramidom na ulazu u muzej Louvre u Parizu (Piramida u Louvreu, dovršena 1989.). Iste godine je dovršen i njegov Simfonijski centar Morton H. Meyerson u Dallasu, a Pei je nastavio graditi umjetničke zgrade kao što su Miho muzej u Kyotu (Japan, 1997.) i Muzej islamske umjetnosti u Dohi (Katar, 2008.).
Pei je osvojio brojne nagrade i priznanja na polju arhitekture uključujući zlatnu medalju Udruge američkih arhitekata (AIA) 1979., prvu nagradu Praemium Imperiale 1989., nagradu za životno djelo Nacionalnog muzeja dizajna Cooper-Hewit 2003., ali je najsnajnija Pritzkerova nagrada1983. god., koja se često naziva i „Nobelovom nagradom za arhitekturu”.

## Djela
Piev stil se često opisivao kao modernistički s kubističkim linijama, a poznat je i po kombiniranju tradicionalnih arhitektonskih elemenata s naprednim dizajnom, temeljenim na jednostavnim geometrijskim uzorcima. Zbog čega ga nazivaju „najistaknutijim predstavnikom kasnog modernizma u arhitekturi”. Sam Pei je odbacio stilsku važnost svoje arhitekture:
Zbog toga pristupa ne postoji tzv. „Peijeva škola” i on svoju arhitekturu pojašnjava „analitičkim pristupom” svakom pojedinačnom projektu, u kojemu želi ostvariti idealnu ravnotežu između vremena, mjesta i funkcije.
- Memorijalna kapela Luce, Taichung, Tajvan (1954.-63.)
- Mesa laboratorij Nacionalnog centra za atmosferska istraživanja u Coloradu (1964.)
- John Hancock toranj, Boston (1968.-76.)
- Gradska vijećnica, Dallas (1978.)
- Muzej umjetnosti Sveučilišta Indijane (1982.)
- Simfonijski centar Morton H. Meyerson u Dallasu (1989.)
- Toranj Banke Kine, Hong Kong (1989.)
- Rock and Roll Hall of Fame, Cleveland, Ohio (1993.)
- Proširenje Njemačkog povijesnog muzeja, Berlin (1998. – 2003.)
- Znanstveni centar Makaa, Makao, Kina (2009.)

## Vanjske poveznice
- Pei Cobb Freed & Partners (en.)

- Službena biografija sa stranice Pei Cobb Freed & Partners (en.)
- Službeni popis projekata sa stranice Pei Cobb Freed & Partners (en.)

- Intervju s I.M. Peiom (jun 2004) (en.)  Arhivirana inačica izvorne stranice od 30. listopada 2007. (Wayback Machine)
- Slike arhitekture New Yorka - Pei, Cobb, Freed (en.)